# 文字冒险游戏

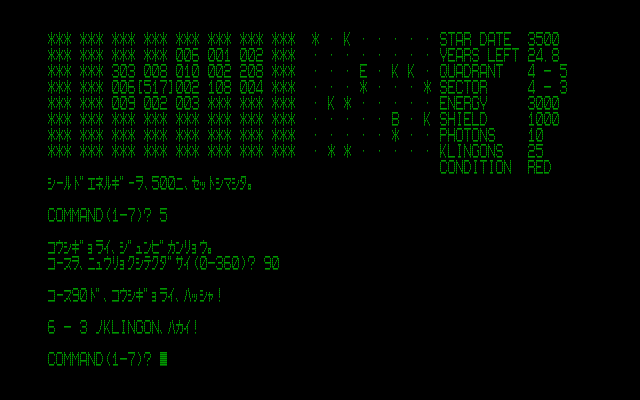
70年代星艦迷航記的純文字電腦遊戲

互動式小說，一般也稱作文字冒險遊戲，是以文字輸入輸出為主的一種冒險遊戲。此類型遊戲以軟體模擬情境，令玩家使用文字指令控制角色，以影響周邊的情境。其運作方式可以理解成是用電腦遊戲來做文學敘事。
1977年，一位美國工程師威廉·克羅塞為了哄女兒開心，做出了世上第一款冒險遊戲《冒險遊戲》（Adventure），後來改名為《巨洞冒險》。此遊戲由於當時電腦性能問題，只有文字的要素。玩家必須閱讀畫面上的文章，並輸入關鍵字進行遊戲。此遊戲也是第一款文字冒險遊戲。
文字冒險遊戲可分為視覺小說和音響小說，是藉由螢幕閱讀的小說。視覺小說的文字充滿整個螢幕，圖片和聲音是配角。文字較多，程序設計要求不高。音響小說的文字則只出現在螢幕下方，文字的換行、畫面的樣式及呈現都比視覺小說頻繁。文字盡可能簡短、重視遊戲的節奏感。文字冒險遊戲後來衍生出戀愛冒險遊戲。